# Malabron
Malabron est un personnage imaginaire médiéval, un lutin (luiton) aquatique issu de chansons de geste comme la chanson de Gaufrey et celle d'Huon de Bordeaux. 

## Origine
Contrairement au « roi de féerie » Aubéron, il ne semble pas issu de la tradition celtique.

## Description
Il est « semblable à un nuiton » qui nage plus vite que le saumon, capable de prendre l'apparence d'un poisson à volonté grâce à une peau dont il se revêt, et de devenir invisible grâce à une cape. Il se change aussi en bœuf ou en cheval. Effrayant, il est couvert de fourrure, bossu, doté d'yeux rouges et de dents pointues.